# Club Social Deportivo Defensor San José
Defensor San José es un club de fútbol peruano, de la ciudad de Tumbes en el Departamento de Tumbes. Fue fundado el 13 de febrero de 1965 y juega en la Copa Perú.

## Historia
El Club Defensor San José fue fundado por un grupo de jóvenes del barrio San José, el 13 de febrero de 1965 con la finalidad de incentivar el fútbol entre los jóvenes hijos de agricultores, pescadores y carpinteros de este antiguo barrio tumbesino. El equipo comenzó a jugar en la Segunda División distrital, clasificó a la Primera División distrital, pero por esas cosas que tiene el fútbol volvió a Segunda donde permaneció por varios años sin dar mayores victorias.
A mediados del año 2007 y con los señores Julio Flores, Randal Maceda como dirigentes, deciden hacerse cargo del equipo y es allí donde empezarían los logros de la naranja mecánica. En el 2008 el equipo participa en la segunda división amateur donde forman un equipo de jóvenes que promediaban los 17 años y la unión entre dirigentes y jugadores hicieron que en agosto de ese año retorna a la primera división distrital. 
En la Copa Perú 2009 culminada la etapa distrital la directiva se contactó con el señor Arnaldo Freyre y este decidió hacerse cargo del equipo. Después de reforzarse debidamente, San José ingresa a jugar la etapa provincial en la que campeona y asegura su pase a la etapa departamental y posteriormente a la fase regional donde dejaría en el camino a clubes de tradición como Atlético Grau y Dinamo FC. En esta campaña obtuvo 15 puntos de 18 posibles.
El elenco sanjosefino lograría también el título de la Región I y al imponerse en la final regional al San Francisco de Asís de Amazonas. Posteriormente su participación en la Etapa Nacional de la Copa Perú fue aceptable, eliminó en los octavos de final al Universitario y en cuartos de final al Carlos A. Mannucci, ambos de Trujillo. Sin embargo en las semifinales del torneo fue eliminado por el Tecnológico Suiza.
En 2023 descendió a la Segunda Distrital al terminar en el penúltimo lugar de su grupo.

## Uniforme
- Uniforme titular: Camiseta naranja, pantalón azul, medias naranjas.
- Uniforme alternativo: Camiseta azul, pantalón azul, medias azules.

## Rivalidad
Defensor San José tiene una rivalidad con Alianza Tumbesina con quien disputa el Clásico del barrio San José.

## Sede
El club tiene su local en la Avenida Arica 253 en el barrio San José en Tumbes.

## Entrenadores
- Alex 'Ica' Becerra (2010)
- Nelson Gómez (2010)
- Jorge Machuca (2011)
- José Nicamor Chacaltana Ramos (2011)
- Roberto Valenzuela (2011)

## Palmarés

### Torneos Regionales
| Competición regional                       | Títulos | Subcampeonatos |
| ------------------------------------------ | ------- | -------------- |
| Etapa Regional - Región I (1/0)            | 2009.   |                |
| Liga Departamental de Tumbes (1/1)         | 2009.   | 2010.          |
| Liga Provincial de Tumbes (1/0)            | 2009.   |                |
| Liga Distrital de Tumbes (1/0)             | 2009.   |                |
| Segunda División Distrital de Tumbes (1/0) | 2008.   |                |